# Paolo Paschetto
Paolo Paschetto (Torre Pellice, 12 febbraio 1885 – Torre Pellice, 9 marzo 1963) è stato un pittore, decoratore, incisore e illustratore italiano.

## Biografia
Paolo Antonio Paschetto era il terzogenito di Enrico, pastore valdese, e di Luigia Oggioni, appartenente alla Chiesa evangelica libera italiana. Il padre, diplomato in Teologia a Ginevra, si trasferì a Roma nel 1889 per insegnare Ebraico ed Esegesi biblica, nella facoltà Teologica metodista e poi in quella battista. Paolo Paschetto, educato nel rigore e nell'austerità, studiò al liceo classico Terenzio Mamiani, allora in corso Vittorio, poi all'Istituto di Belle Arti di via di Ripetta. Frequentò corsi di Giuseppe Cellini, collaborò con Adolfo De Carolis e si schierò a favore della proposta di assegnare la cattedra di Pittura a Francesco Paolo Michetti. Partecipò ai concorsi del quotidiano "La Tribuna", per la decorazione di un soffitto e di un fregio per parete (1905) e delle riviste il "Giornalino della Domenica" e "Vita gioconda", per copertine (1906).
Nel 1907, insieme a Umberto Vico, vinse il concorso per il biglietto da cinque lire; partecipò lo stesso anno alla LXXVII mostra degli Amatori e Cultori di Belle Arti, esponendo due fantasie: Orfeo e Castalia. Collaborò, con illustrazioni in xilografia o alla china, o alle riviste "Per l'arte" e\o "Novissima". Insegnò Disegno alla Scuola metodista di Roma. Eseguì numerosi ex libris e pannelli decorativi, con meduse, con ghirlande fiorite, e con fanciulle che danzano o suonano il flauto, in attitudini classiche: visioni equilibrate, raffinate. L'estetica di Paschetto è lontana dalla monumentalità e dalla retorica che caratterizzano gran parte degli autori suoi contemporanei.
Nel 1911 si unì in matrimonio con la sua compagna di studi Italia Angelucci che, su progetto del marito, realizzò oggetti in cuoio e in ceramica, in rame sbalzato e tela dipinta o ricamata. Nacquero due figlie: Fiammetta (1915) e Grazia Mirella (1919). Paschetto rimase costantemente legato alla sua Torre Pellice, dove trascorreva periodi così in estate come in inverno.
In occasione dell'Esposizione internazionale d'arte di Roma, nel 1911, eseguì la decorazione del padiglione, progettato da Pio Piacentini in piazza Colonna; illustrò la copertina del numero della rivista "Roma" dedicato all'Esposizione. Realizzò copertine di Guide regionali d'Italia: Piemonte e Lazio (1912), Emilia (1921). Nel 1924 disegnò i fregi del salone degli Stemmi e della sala dei Cimeli garibaldini, in Campidoglio.
Collaborava alla rivista di studi religiosi "Bilychnis", diretta dal fratello Lodovico, archeologo e pastore valdese; illustrò la rivista religiosa "Conscientia", dal 1922 al 1927, e altri periodici protestanti, come "Il Testimonio", "Il Seminatore", "Gioventù cristiana" e il "Bollettino della società di studi valdesi".

### Le vetrate
Nel 1911 iniziò a lavorare con Cesare Picchiarini, il maestro vetraio che già aveva collaborato con altri artisti, come Umberto Bottazzi, Duilio Cambellotti e Vittorio Grassi. Disegnò le vetrate per quattro finestre e per un rosone con i simboli cristiani ("Pesce", "Nave", "Agnello", "Colomba", "Alfa e omega"), per la chiesa battista di via del Teatro Valle, a Roma.
Nel 1912 Paschetto pose in opera il suo maggiore e più noto impegno: la decorazione del tempio valdese, a Roma, in piazza Cavour. Per la decorazione di questo tempio, ecco per cui lavorò per oltre due anni, Paschetto richiese unicamente il pagamento delle spese vive, che ammontavano a ventimila lire. Disegnò:
- il cartone dei mosaici della lunetta d'ingresso e del tondo sulla facciata,
- la decorazione delle pareti interne, ispirata all'arte romanica,
- i cartoni delle vetrate, eseguite da Picchiarini: otto bifore con simboli biblici - "Pavone e Aquila", "Candeliere e Vite," "Faro e Il Buon Pastore", "Ancora e Agnello", "Palma e Lampada", "Giglio e Colomba", "Monogramma di Cristo e Roveto ardente", "Mensa eucaristica e Arca" - lungo le navate laterali; dieci trifore con motivi floreali, nelle finestre del matroneo; sette monofore sulla facciata e dodici trifore nella navata centrale, tutte con motivi geometrici.

Eseguì disegni decorativi per le chiese battiste di piazza S. Lorenzo in Lucina e di via Urbana, a Roma, per la chiesa di Altamura e per la Sala Dorica di Ancona entrambe distrutte. Dal 1914 al 1949 ebbe la cattedra di Ornato all'Istituto di Belle Arti di Roma. Arruolato allo scoppio della prima Guerra mondiale, fu congedato nel 1916 per problemi alla vista.
Negli anni '30 collaborò con la Nazareno Gabrielli, ditta di Tolentino, per la produzione di oggetti in cuoio e in ferro. Collaborò anche con lo storico Attilio Jalla, per il nuovo allestimento del Museo valdese di Torre Pellice (1939). Dipinse con simboli cristiani pareti della chiesa metodista di via XX Settembre, a Roma. Ad encausto su tela, decorò le lunette e il fregio, nell'anticamera e nell'ufficio del ministro, al ministero dell'Istruzione (1928) e dipinse l'abside dell'aula del sinodo di Torre Pellice (1939). 
Nell'Archivio della Tavola valdese di Torre Pellice si conservano 129 sue opere, eseguite con diverse tecniche - xilografia, acquaforte, acquarello, olio, tempera - tra il 1915 e il 1922.

### Partecipazioni a mostre
A Roma espose in varie occasioni: III Esposizione internazionale della Secessione Romana, 1915; mostra del Gruppo romano incisori, 1927; mostra alla Camera degli artisti, in piazza di Spagna, 1930; Mostra della Società Amatori e Cultori d'arte, 1929, 1932 e 1934. A Torino espose: sezione Arte cristiana dell'Esposizione nazionale di belle arti, 1919; galleria Il Faro, 1933. Partecipò a mostre all'estero: nel 1933, Mostra dell'Incisione in legno, a Cracovia e a Varsavia; Esposizione dell'incisione italiana, a Praga; VIII Salone di belle arti, sezione di xilografia italiana, a Bruxelles. Nel 1938 ebbe una personale, alla Kunstzaal Kleijkamp, a L'Aja.

### Filatelia
Nel campo della filatelia progettò: Prua di galea romana, concorso del 1921; Italia turrita, Lupa romana e Vittorio Emanuele III, emessi nel 1929; la serie Libertà e rinascita. Negli ultimi anni dipinse paesaggi e soggetti d'ispirazione cristiana, che espose a Torre Pellice e a Roma.

## L'Emblema della Repubblica Italiana
Vinse il concorso per l'Emblema della Repubblica Italiana approvato dall'Assemblea Costituente con una votazione avvenuta il 31 gennaio 1948. Il progetto iniziale viene però fortemente modificato per ragioni non artistiche. I bozzetti sono esposti a Roma, all'Archivio Centrale dello Stato.

## Massoneria
Come dichiarato il 24 giugno 2017 in un'allocuzione dal Gran maestro del Grande Oriente d'Italia Stefano Bisi, Paolo Paschetto appartenne alla Massoneria.

## Collezioni e raccolte
Le opere di Paolo Paschetto sono conservate presso numerosi musei e enti culturali italiani:
- Museo Casina delle Civette a Roma
- Collezioni della Tavola valdese e del Museo valdese - Centro culturale valdese a Torre Pellice
- Museo nazionale della Montagna - Duca degli Abruzzi a Torino
- Archivio storico della Tavola valdese a Torre Pellice
- Archivio Centrale dello Stato a Roma